# Французько-російська війна (1812)

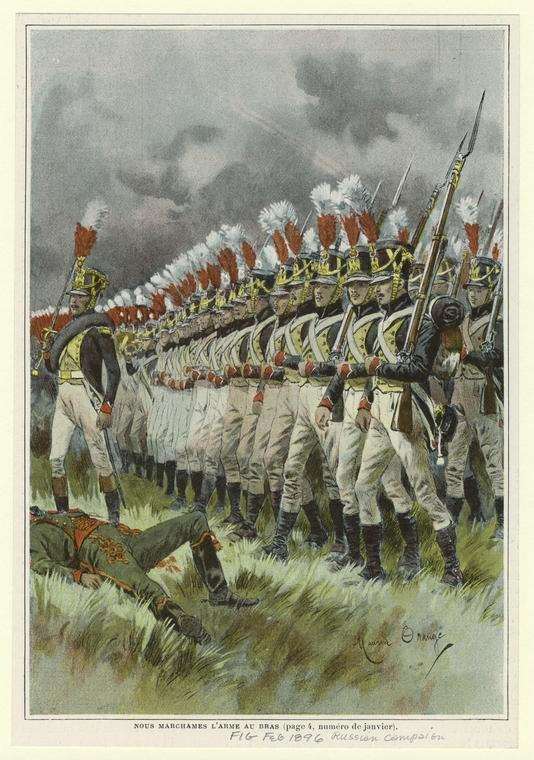
Моріс Оранж (1868—1916). Російська кампанія 1812 рік— французи атакують. Малюнок 1896 р.

Адольф Нортен (1828—1876). Втеча Наполеона з Москви. 1851

Фра́нцузько-росі́йська війна́ 1812 (у російській історіографії — Вітчизня́на війна́ 1812 року (рос. Отечественная война 1812 года), у французькій історіографії — Росі́йська кампа́нія 1812 ро́ку (фр. Campagne de Russie 1812)) — одна з кількох воєн, проведених Францією в період Консульства (1799—1804) і імперії Наполеона (1804—1814, 1815).
Закінчилася майже повним знищенням наполеонівської армії і перенесенням військових дій на територію Польщі та Німеччини в 1813 році.
Найбільша битва кампанії, Бородінська, відбулася 7 вересня (26 серпня) 1812 р. біля села Бородіно (125 км на захід від Москви). Незважаючи на величезні втрати сторін у битві, жодна не змогла досягти рішучої перемоги.

## Передумови
Після розгрому російських військ у битві під Фрідландом у червні 1807 року російський імператор Олександр І уклав з Наполеоном I (Бонапартом) Тільзитський мир, за яким зобов'язався приєднатися до континентальної блокади Англії. За угодою з Наполеоном Росія в 1808 році відібрала у Швеції Фінляндію і зробила ряд інших територіальних займань; Наполеону ж розв'язала руки для підкорення всієї Європи за винятком Англії та Іспанії.
Однак в наступні роки франко-російські відносини почали погіршуватись. У 1808—1809 роках Франція прийшла на допомогу Росії у війні зі Швецією, завдяки чому та приєднала до своїх володінь Фінляндію. Проте у війні Франції з Австрією в 1809 році Олександр І не надав Наполеону жодної допомоги.
У 1808 році на ерфуртській зустрічі правителів імператору Олександру І від імені Наполеона Бонапарта було зроблено пропозицію про шлюб Наполеона з сестрою Олександра І — великою княжною Катериною Павлівною, але цю пропозицію Олександр відхилив. У 1810 році Олександр І також відмовив Наполеону, який просив руки іншої його сестри, 14-річної великої княжни Анни Павлівни (згодом королеви Нідерландів). У тому ж році Наполеон одружився з Марією-Луїзою Австрійською, дочкою імператора Австрії Франца II, зміцнивши собі таким чином тил і створивши в Європі точку опори. Це було розцінено російським імператором як образа і посилення франко-австрійського союзу.
У 1810 році Росія починає відмовлятися від континентальної блокади Великої Британії, посилаючись на те, що виникли економічні проблеми: припинення торгівлі лісом та іншими товарами для будівництва кораблів і скорочення експорту хліба загрожувало девальвацією рубля й викликало неабияке невдоволення купецтва. Олександр запровадив вільну торгівлю з нейтральними країнами, що дозволило Росії торгувати з Англією через посередників, і підвищив митні ставки, головним чином на французькі товари, що викликало обурення французького уряду. У середині того ж року виникли франко-російські тертя щодо Балкан, де французькі агенти проводили роботу серед сербів проти росіян та їх інтересів в Туреччині і Середземномор'ї.
11 лютого 1811 року Наполеон формально анексував Голландію (після зречення його брата Луї) та ганзейські міста. Під анексію підпали і землі родича Олександра І герцога Ольденбурзького, чим російський імператор був дуже ображений. В травні того ж року правляча франкофільська партія Швеції неочікувано запропонувала шведський трон французькому маршалу Жану-Батісту Бернадоту, сподіваючись отримати послаблення торгівельних обмежень, які вели країну до кризи, і гарантії проти територіальних домагань Росії. Хоча Наполеон, недолюблюючи Бернадота, спочатку і зустрів цю пропозицію неохоче, він зрештою погодився, а Олександр І сприйняв це за доказ того, що Наполеон нібито оточує Росію ворогами.
Каменем спотикання між Росією та Францією стало «польське питання». Із захоплених на західному кордоні Російської імперії земель Наполеон створив Герцогство Варшавське, де діяла конституція, яка звільнила селян від кріпацтва. Це становило загрозу для Російської імперії, і Олександр І підписав таємний договір із Королівством Пруссія про спільний напад на Герцогство Варшавське. У відповідь на це Наполеон ввів до польських земель свої війська. Російський імператор нібито не хотів війни і бажав мирним шляхом вирішувати проблеми, але його дії говорили про зворотнє: в країні розпочалася мобілізація, після чого до кордонів Варшавського герцогства були стягнуті значні армійські сили.
24 лютого 1812 року Наполеон уклав союзний договір з Пруссією, яка повинна була виставити проти РІ 20 тисяч солдатів, а також забезпечити матеріально-технічне постачання французької армії. Наполеон також уклав 14 березня того ж року військовий союз з Австрією, за яким австрійці зобов'язалися виставити 30 тисяч солдатів проти Росії
Росія також дипломатично готувала тили. В результаті таємних переговорів навесні 1812 року австрійці дали зрозуміти, що їхня армія не піде далеко від австро-російського кордону і взагалі не буде старатися на благо Наполеона. У квітні того ж року з боку Швеції колишній наполеонівський маршал Бернадот (майбутній король Швеції Карл XIV), обраний наслідним принцом у 1810 році і який фактично очолював шведську аристократію, дав запевнення у своїй дружній позиції відносно Росії і уклав союзний договір. 28 травня 1812 російському послові Кутузову вдалося укласти вигідний мир із Туреччиною, закінчивши п'ятирічну війну за Молдавію. На півдні Росії вивільнилася Дунайська армія адмірала Чичагова як заслін від Австрії, вимушеної бути в союзі з Наполеоном.
19 травня 1812 року Наполеон виїхав до Дрездена, де провів огляд васальних монархів Європи. З Дрездена імператор відправився до Великої армії на річку Німан, що розділяла Пруссію та Росію. 22 червня Наполеон написав відозву до військ, в якій звинуватив Росію у порушенні Тільзітської угоди і назвав вторгнення другою польською війною. Гасло визволення Польщі залучило до складу Великої армії багато поляків, які виступили на боці Наполеона. Одночасно з цим у Петербурзі французький посол Лорістон вручив керівнику МЗС Росії О. М. Салтикову дипломатичну ноту, у якій повідомив, що складає з себе повноваження посла, позаяк прохання російського посла у Франції князя О. Б. Куракіна про видачу йому паспорта для виїзду у Росію (відбулось ще 27 квітня) фактично є розривом відносин, і тому імператор вважає себе у стані війни з Росією. Треба зауважити, що в багатьох старих російських джерелах, наприклад у енциклопедії Брокгауза і Єфрона, розповсюджене твердження, нібито Наполеон вторгся на територію Росії без жодного оголошення війни, проте сучасні російські історики визнають, що оголошення війни все ж було.

### Стратегічні плани сторін
З представлених російському імператорові Олександру I оборонних планів він, всупереч бажанням військового міністра і російських генералів, вибрав план прусського генерала Пфуля, прийнятого на російську службу. Російська сторона планувала тривалий організований відступ з тим, щоб уникнути ризику рішучого бою і можливої втрати армії.

Імператор Олександр І сказав послу Франції в Росії Арману Коленкурові у приватній розмові у травні 1811 року: 
|  | Якщо імператор Наполеон почне проти мене війну, то можливо і навіть ймовірно, що він нас поб'є, якщо ми приймемо бій, але це ще не дасть йому миру. Іспанці неодноразово були побиті, але вони не були ані переможені, ані підкорені. А між тим вони не так далеко від Парижа, як ми: у них немає ні нашого клімату, ні наших ресурсів. Ми не підемо на ризик. За нас — неосяжний простір, і ми збережемо добре організовану армію. [...] Якщо жереб зброї вирішить справу проти мене, то я швидше відступлю на Камчатку, ніж поступлюся своїми губерніями і підпишу у своїй столиці договори, які є тільки перепочинком. Француз хоробрий, але довгі поневіряння та поганий клімат стомлюють і бентежать його. За нас будуть воювати наш клімат і наша зима |

Вихідний план генерала Пфуля зводився до наступного. Проти наступаючих французьких військ передбачалося вести бойові дії двома арміями, одна з армій повинна була утримувати противника з фронту, а інша — діяти з флангу і тилу. Планувалося, що якщо французи поведуть наступ проти 1-ї армії, то вона повинна відійти до Дриського укріпленого табору і тримати там оборону доти, поки 2-я армія не поведе успішні дії на флангах і у тилу наступаючих французів. Оборонні дії 1-ї армії і дії 2-ї армії на лініях комунікацій французів мали примусити противника до відступу, оскільки, на думку автора плану, він не міг довгий час залишатися на спустошеній території. На 3-у армію за планом покладалося прикриття флангу 2-ї армії і прикриття київського напрямку.
У ході війни план Пфуля був відкинутий генералами як неможливий для виконання в умовах сучасної маневреної війни. Артилерійські склади для постачання російської армії розташовувалися на 3 лініях.
Зі стратегічного плану французького командування, війна мала закінчитися швидкою перемогою за допомогою рішучого розгрому російської армії у генеральній битві. Наполеон бажав провести обмежену кампанію у 1812 році. У бесіді з французьким послом у Варшаві Прадтом він говорив: «Я йду в Москву і за один або два бої все закінчу». Відомо й інше висловлювання Наполеона: «Якщо я візьму Київ, я візьму Росію за ноги; якщо я опаную Петербургом, я візьму її за голову; зайнявши Москву, я вдарю її в серце».

## Збройні сили супротивників
Наполеон зміг зосередити проти Росії 450-тисячне військо, з яких власне французи становили половину. У поході брали участь також італійці, поляки, німці, голландці, навіть мобілізовані силою іспанці. Австрія і Пруссія виділили корпуси (30 і 20 тисяч, відповідно) проти Росії за союзними угодами з Наполеоном. Після вторгнення сюди додалися підрозділи (загальною чисельністю до 20 тисяч), сформовані з жителів колишнього Великого князівства Литовського, яке Наполеон обіцяв (з певними застереженнями) відновити після поразки Росії.
Іспанія, зв'язавши партизанським опором близько 200 тисяч французьких солдатів, надала велику допомогу Росії. Англія надавала матеріальну і фінансову підтримку Росії, але її армія була залучена в боях в Іспанії, а сильний флот англійців не міг впливати на сухопутні операції в Європі, хоча і був одним з факторів, що схилили позицію Швеції на користь Росії.
У Наполеона залишалися такі резерви: близько 90 тисяч французьких солдатів у гарнізонах Центральної Європи (з них 60 тисяч на 11-му резервному корпусі в Пруссії) і 100 тисяч у Національній гвардії Франції, яка за законом не могла воювати за межами Франції.
Сильними сторонами французької армії були велика чисельність, гарне матеріальне і технічне забезпечення, бойовий досвід, віра в непереможність армії. Слабкою стороною армії був її дуже строкатий національний склад.
Росія мала велику армію, але не могла швидко мобілізувати війська через погані дороги і велику територію. Удар армії Наполеона взяли на себе війська, розміщені на західному кордоні: 1-а армія Барклая-де-Толлі і 2-а армія Багратіона, всього 153 тисячі солдатів і 758 гармат. Ще південніше на Волині (північний захід України) розташовувалася 3-я армія Тормасова (до 45 тисяч, 168 гармат), що служила заслоном від Австрії. У Молдові проти Туреччини стояла Дунайська армія адмірала Чичагова (55 тисяч, 202 гармати). У Фінляндії проти Швеції стояв корпус російського генерала Штейнгеля (19 тисяч, 102 гармати). У районі Риги знаходився окремий корпус Ессена (до 18 тисяч), до 4-х резервних корпусів розміщувалися далі від кордону.
Нерегулярні козацькі війська, у тому числі українські, нараховували за списками до 110 тисяч легкої кавалерії, проте реально у війні взяла участь менша кількість козаків.
Російська армія мала великий бойовий досвід, володіла високими бойовими якостями, командування армії мало необхідну підготовку і рішучість. За техніко-військовим даними російська імператорська армія не відставала від армії Франції.
Союзник Росії Швеція не направляла війська на допомогу Росії, але військовий союз з нею дозволив росіянам вивести 45-тисячний російський корпус Штайнхайл з Фінляндії і використати його в пізніших боях (20 000 чоловік було направлено до Риги).

## Військові події
У ніч на 12 (24) червня 1812 року армія Наполеона Бонапарта почала військову кампанію на західних кордонах Російської імперії. У момент вторгнення на західних кордонах зосереджувалися армії: перша під командуванням М. Б. Барклай-де-Толлі, друга — П. І. Багратіона, третя — О. П. Тормасова. Остання перебувала на Волині між Любомлем і Старокостянтиновом. Французькі війська захопили у Волинській губернії Ковельський, Володимирський повіти і частину Луцького.
Для забезпечення російської армії продовольством, фуражем, спорядженням в Ізяславі, Старокостянтинові, Житомирі та інших містах створювалися так звані «магазини» — тилові бази.
Варто звернути увагу, що наполеонівські війська знайшли значну підтримку серед поляків, особливо польських шляхетських родів, які сподівалися за підтримки Наполеона відновити колишню велич Речі Посполитої.
15 червня 1812 року надійшов попередній наказ про формування в Київській та Подільській губерніях чотирьох кінних козацьких полків «з людей до козацької служби придатних і здавна навичками і бажаннями до неї відомих». Кожний полк мав складатися з 1200 козаків, 8 офіцерів, 88 унтер-офіцерів і 17 сурмачів. Селяни і козаки Поділля поставляли рекрутів і ополченців, забезпечували армію продовольством, фуражем, транспортом, жертвували гроші, майно. Для потреб російської армії з України було передано понад 6 тис. возів, 7,5 тис. коней, 15 тис. волів, протягом 1812—1814 рр. населенням зібрано 3-5 пудів золота і 13,5 пудів срібла.
Протягом 40 днів в Кам'янці-Подільському з рекрутів місцевого, а також Летичівського, Новоушицького, Проскурівського повітів був сформований 4-й Український козацький полк. Пообіцявши українським козакам повернути самоврядування, російський уряд закликав їх виступити проти Наполеона.
Олександр І видав маніфест про створення земського ополчення, до якого кріпаки набиралися за згодою поміщиків, а вихідці з інших станів — добровільно, його створення стало справою всенародною. Крім того, цар обіцяв поновити козацький стан. Але ентузіазм, з яким селяни, сподіваючись на визволення з кріпацтва, вступали до ополчення, налякав царський уряд. Боячись озброєного народу більше, ніж французьких військ, правляча верхівка скоротила число губерній, що «ополчалися». В Кам'янці-Подільському, Київській і Волинській губерніях були створені загони «лісової варти».
Готуючись до вирішальних боїв з ворогом, Кутузов не послабляв уваги до зміцнення оборони України. Генералу Тормасову він наказав «бути у Волині і Поділлі для охорони цього краю». Навіть тоді, коли той одержав наказ перейти до рішучих дій проти військ Наполеона на Волині, для прикриття Поділля з півночі в районі Ізяслава — Старокостянтинова було залишено 6 батальйонів піхоти та 12 ескадронів кавалерії. В свою чергу, з Поділля в 3-ю армію, крім козацького полку, численних рекрутів, влилося 505 чоловік «лісових козаків».
Всього українці сформували 15 кінних полків, які поповнювали і забезпечували своїм коштом два роки. Але після перемоги над французами уряд російської імперії не виконав своїх обіцянок і повернув козаків у підневільний стан, на відміну від сусідніх донських козаків, які мали певні свободи. А отаману Платову навіть було дозволено збудувати нову столицю війська Донського — станицю Новочеркаську.
26 серпня (7 вересня) біля села Бородіно (за 125 км на захід від Москви) відбулося найбільша битва франко-російської війни 1812 року між російською і французькою арміями.

### Відступ Наполеона
|  |
|  |

Головна армія Наполеона клиноподібно глибоко врізалася в Росію. У той час, коли Наполеон входив до Москви, над його лівим флангом на півночі в районі Полоцька висіла армія генерала Вітгенштейна, утримувана французькими корпусами маршалів Сен-Сіра і Удіно. Правий фланг Наполеона топтався поблизу кордонів Російської імперії в Білорусі. Армія генерала Тормасова зв'язала своєю присутністю Австрійський корпус генерала Шварценберга і 7-й корпус генерала Реньє. Французькі гарнізони вздовж Смоленської дороги охороняли комунікаційну лінію і тил Наполеона.
18 жовтня головнокомандувач Кутузов атакував під селом Тарутине французький заслін під командуванням маршала Мюрата, що стежив за російською армією. Втративши до 4 тисяч солдатів і 38 гармат, Мюрат відступив до Москви. Тарутинський бій став знаковою подією, що ознаменував перехід російської армії до контрнаступу.
19 жовтня французька армія (110 тисяч) з величезним обозом стала покидати Москву по Старій Калузькій дорозі. Наполеон напередодні наступаючої зими планував дістатися до найближчої великої бази — Смоленська, де за його розрахунками були запасені припаси для французької армії, що відчувала нестатки. Дістатися в умовах російського бездоріжжя до Смоленська можна було прямим шляхом — Смоленською дорогою, якою французи прийшли до Москви. Інший шлях вів південним маршрутом через Калугу. Другий маршрут був вигіднішим, оскільки проходив через нерозорені місця, а падіж коней від нестачі фуражу в французькій армії досяг загрозливих розмірів. Через відсутність коней артилерійський парк скоротився, великі кавалерійські з'єднання французів практично зникли.
Дорогу на Калугу Наполеону заступила армія Кутузова, розташувавшись під селом Тарутине на Старій Калузькій дорозі. Не бажаючи прориватися з ослабленою армією через укріплену позицію, Наполеон звернув у районі села Троїцького (сучасний Троїцьк) на Нову Калузьку дорогу (сучасне Київське шосе), щоб обійти Тарутине.
Проте Кутузов перекинув армію під Малоярославець, перерізавши шлях відступу французів Новою Калузькою дорогою.
24 жовтня відбувся бій під Малоярославцем. Місто вісім разів переходило з рук у руки. Врешті французам удалося захопити Малоярославець, проте Кутузов зайняв укріплену позицію за містом, яку Наполеон не ризикнув штурмувати. Армія Кутузова до 22 жовтня налічувала 97 тисяч регулярних військ, 20 тисяч козаків, 622 гармати і більше 10 тисяч ратників ополчення. Наполеон мав під рукою до 70 тисяч боєздатних солдатів, кавалерія практично зникла, артилерія була значно слабшою від російської. Хід війни тепер диктувала російська армія.
Від Малоярославця до села Червоного (за 45 км на захід від Смоленська) Наполеона переслідував авангард російської армії під командуванням генерала Милорадовича. З усіх боків відступаючих французів атакували козаки генерала Платова і партизани, не даючи противнику ніякої можливості для постачання. Основна армія головнокомандувача Кутузова неквапливо рухалася на південь паралельно до армії Наполеона, здійснюючи так званий фланговий марш.
1 листопада Наполеон пройшов Вязьму, 8 листопада зайняв Смоленськ, де провів 5 днів, чекаючи відсталих. 3 листопада російський авангард сильно побив замикаючі корпуси французів у битві під Вязьмою. У розпорядженні Наполеона в Смоленську залишалося до 50 тисяч солдатів під рушницею (з них тільки 5 тисяч кавалерії), і приблизно стільки ж небоєздатних солдатів і поранених.
Також важкою для Наполеона була переправа через пограничні річки. Втративши на переправі до 30 тисяч чоловік, Наполеон з 9 тисячами солдатів, що залишилися під рушницею, рушив до Вільно, приєднуючи по дорозі французькі дивізії, що діяли на інших напрямках.
14 грудня в Ковно жалюгідні залишки Великої Армії чисельністю 1600 осіб переправилися через річку Німан у Варшавське герцогство, а потім до Пруссії. Пізніше до них приєдналися залишки військ з інших напрямків. Франко-російська війна 1812 року завершилася практично повним знищенням Великої Армії.
У січні 1813 року почався «Закордонний похід російської армії» — бойові дії перемістилися на територію Німеччини і Франції. У жовтні 1813 року Наполеон був розгромлений в битві під Лейпцігом, а в квітні 1814 року зрікся трону Франції.

## Сучасна українська історіографія питання
Аналізуючи сучасну українську історіографію, що з'явилася в період незалежності України, слід відмітити, що події франко-російської війни 1812—1814 описуються регіонально та в загальних курсах історії. В останнє десятиліття[коли?] почалося пожвавлення у питанні участі українського народу у подіях 1812 року. У цілому ряді загальних курсів історії України, у великій кількості випущених як центральними, так і місцевими видавництвами працях, взагалі відсутня згадка про війну 1812 року й участь в ній українського народу. Водночас, грандіозні масштаби цієї історичної події, вплинули на подальший розвиток, Російської імперії і України, як її частини, не дозволяють повністю його ігнорувати.
У 1999 р. побачило світ 15-томне видання «Україна крізь віки», підготовлене Інститутом історії України Національної Академії Наук. Дев'ятий том охоплює період XIX — початок XX століття, а його автором є український історик, академік Віталій Сарбей окремим параграфом виділяє «Україна у війні Французької імперії проти Російської». Зміст тексту параграфа він ділить на три невеликі частини: «Оборонні заходи та підготовка військових формувань», «Українці на фронтах бойових дій і в партизанській війні», «Завершення війни і доля її українських учасників». Висвітлюючи завойовницькі плани французького імператора, Віталій Сарбей пише, що Наполеон надавав Україні виключного значення, «як осередку антиросійського національного руху», очевидно натякаючи, що такий рух насправді мав місце. Далі він зазначає, що Наполеон «дивився на українські землі як на розмінну монету, якою повинен був розплачуватися зі своїми союзниками по завоюванню Російської імперії» і викладає план розділу західних і південних земель між Варшавським герцогством, Австрією та Туреччиною і створення «Наполеоніди» в центральній та східній частинах України. Створюється враження, що мова йде про цілісний задум імператора, хоча насправді такий був відсутній. Були лише окремі проекти, що виходили від різних осіб, не пов'язані між собою, а часом навіть суперечили один одному. «Таким чином війна з наполеонівськими військами дійсно стосувалася подальшої долі українського народу. І як не тяжко жилося йому під гнітом Російської імперії, він вирішив захищати рідну землю від чужоземних загарбників», — робить висновок автор. Проте, визнавши таким чином, що для українського народу війна мала справедливий, оборонний характер, поважний академік уникає називати її «Вітчизняною», що є характерною особливістю практично для всіх сучасних публікацій.
Згадує В. Г. Сарбей про українських поміщиків, які пов'язували з ім'ям Наполеона Велику французьку революцію, вважали його «руйнівником деспотичних імперій». Правда, тут фігурують лише два відомих прізвища: Я. Мочуговский і В. Лукашевич. Розповідаючи про формування ополчення, В. Г. Сарбей звертає увагу, що на цей процес великий вплив зробили обіцянки влади відновити колишнє козацтво. Чисельність усіх українських ополченців, він вважає, становила близько 70 тис. осіб, а суму пожертвувань населення на військові потреби — 10 млн рублів. Автор говорить про «жорстокий режим окупації» на Волині та опор місцевого населення загарбникам, наводячи як приклад жителів села Ніковський Ковельського повіту, які більше доби чинили опір роті австрійців, а потім втекли до лісу. Однак фраза про те, що «натрапивши на несподіваний опір українського народу Наполеон змушений був відмовитися від намірів просуватися далі вглиб України», звучить явним перебільшенням. Відомо, що дії на південному фланзі мали другорядне значення.
У другій частині висвітлюється участь ополчення і українців-вояків російської армії в бойових діях. Згадуються прізвища деяких солдатів Київського та Чернігівського драгунських полків, які відзначилися в Бородінській битві. Названі відомі партизанські командири — Ф. Потапов (Самусь) гусар Єлисаветградського полку і Е. Четвертак (Четвертак), з Київського драгунського. У висновку В. Г. Сарбей підкреслює, що після перемоги над Наполеоном влада не виконали своїх обіцянок: полки ополчення були розформовані, козацтво так і не відновлено. З цими обставинами він безпосередньо пов'язує бунти військових поселян в Україні у 1817 та 1819 роках. У цілому, робота В. Г. Сарбея є спробою поєднати колишні, радянські традиції у висвітленні війни 1812 року з деякими новими тенденціями, зумовленими сучасними політичними реаліями. До числа останніх належить відмова від вживання поняття «Вітчизняна війна 1812 року», протиставлення патріотичних дій населення Україна політиці російської влади і так далі.
У 1995 році у журналі «Київська старовина» з'явилася стаття О. Захарчука «Україна в планах Наполеона Бонапарта». Автор статті дає нам нову інтерпретацію подій, що відбувалися до 1812 року. Він пише: «серед суперечок у вітчизняній, та і зарубіжній літературі довго панувала точка зору, що Наполеон намагався відновити Польську державу і приєднати до неї західноукраїнські та західнобілоруські землі. Це не відповідає дійсності. По-перше головним воєнно-політичним завданням було встановлення світового панування. По-друге, в жодному документі Наполеона не зафіксовані подібні намагання». Далі О. Захарчук повідомляє: «Важливу роль у планах Наполеона щодо України відігравала Туреччина. До лютого 1812 року французька дипломатія змушувала її продовжувати війну з Росією, домагалася вільного проходу по території Туреччини 25-тисячного корпусу маршала Мармона з Далмації». З 1810 року у військових колах Франції почалося обговорення питання про основні напрями і театр воєнних дій у війні проти Росії. Зокрема, обговорювався напрям і український: "Третій передбачав відібрати у Росії українські і литовські губернії, захопити Київ, укріпитися на лінії Двіна-Дніпро і продовжити після цього наступ на Москву. Наполеон говорив: «якщо я захоплю Київ, я візьму Росію за ноги; якщо я оволідую Петербургом, я візьму її за голову, захопивши Москву, я вдарю їй у серце». У цій статті йде мова про те, що коли армія Наполеона підійшла до кордонів України, то українська інтелігенція поділилася на два табори: автономісти висловлювали неприховану радість і надії, що з приходом французької армії буде впроваджено кодекс Наполеона і Україна стане автономною, а може й незалежною. Друга, переважна частина української шляхти поставилася до приходу Наполеона негативно, не вірила, що Наполеон визволить Україну з-під російського деспотизму.
Заслуговує уваги публікація з питання українського фактору у «Київській старовині» 2000 року стаття О. Голованова «Інженерна підготовка міста Києва до оборони напередодні та під час війни 1812 року». Автор статті відводить важливе значення України для Наполеона: «У планах війни з Росією Україна цікавила Наполеона насамперед як стратегічний плацдарм, як джерело постачання продуктами харчування». О. Голованов подає свідчення, що спеціальні підрозділи французької армії займалися розвідувальною роботою в Україні: спостерігали за пересуванням військ, за роботами у фортечних спорудах, влаштовували диверсії. Одним з таких диверсійних актів була влаштована грандіозна пожежа у Києві на Подолі у липні 1811 року, внаслідок чого згоріло 2 тисячі будівель. Враховуючи неминучість війни з Наполеоном, було вирішено зробити комплекс оборонних заходів. І першочерговими заходами з підготовки міста до оборони були заходи з укріплення Києво-Печерської фортеці. Також подаються відомості: про формування по всій губернії ополчення козацьких полків для відправки у діючу армію; про зібрання коштів монастирями на потреби фронту — 9 пудів 33 фунти срібла і 3,5 фунта золота. Кияни зібрали 4710 карбованців на формування українського козацького війська.
Єдиним посібником, де війна 1812 року названа «Вітчизняною» виявився «Курс української історії», автором якої є Володимир Йосипович Борисенко. Цей курс, призначений для студентів вищих навчальних закладів, містить авторську концепцію історії України. Тут має місце своєрідний «україноцентризм», що представляє Україну цілісним суб'єктом історичного процесу. Так, В. Борисенко пише, що в протиборстві з Росією французький уряд важливе місце відводив Україні. «Завдяки діяльності Івана Мазепи, Пилипа Орлика та його однодумців Наполеон і його прихильники вважали Україну державою, яка потрапила в залежність від Москви і де неодмінно повинні були існувати антиросійські сили».
Говорячи про плани Наполеона щодо України, В. Борисенко абсолютно справедливо зазначає, що чіткого плану повоєнного устрою краю у французів не було, а існували лише загальні проекти. Водночас вчений стверджує: «Україна розглядалася французьким командуванням як надійний плацдарм наступу на Росію з півдня» [2,C.388]. На доказ цієї тези на наступних сторінках своєї роботи він розповідає про три спроби французьких військ захопити Україну: в липні, вересні і жовтні 1812 р. І щоразу, натрапивши на опір охоплених патріотичним поривом козаків і ополченців, ворог змушений був відступати. Тільки після битви під Малоярославцем 24 жовтня (12 жовтня за старим стилем) плани Наполеона щодо України остаточно зазнали краху. Наслідки війни В. Борисенко бачить у тому, що населення переконалося у відсутності в царського уряду намірів відновити автономію краю, повернути старшині, козацтву та міщанству скасовані права і привілеї. «Серед української інтелігенції зароджується ідея необхідності боротьби за зміну існуючих порядків». Що ж стосується вживання визначення «Вітчизняна» стосовно до війни 1812 року, то В. Борисенко швидше за все просто пішов за традицією, що затвердилася в українській історіографії за попередні десятиліття.

## Цікаве
- На ютуб-каналі hrendyabliki існує розслідування «Наполеон ніколи не нападав на Росію»[8]